# Oliver Janich
Oliver Janich (Munique, 3 de janeiro de 1973) é um jornalista e um autor alemão, assim como um político, fundador e presidente da Partei der Vernunft (pdv; Partido da Razão) desde 2009.

## Biografia
Janich formação completa como um empregado do banco e estudo economia empresarial. O emprego nas revistas Euro am Sonntag e Focus Money e depois ele escreveu como jornalista independente para o Financial Times Deutschland, para o Euro, o Süddeutsche Zeitung e fim de Kopp Online.

## Obras
- Money-Management. Rationalität und Anwendung des Fixed-fractional-Ansatzes. TM-Börsenverlag, Rosenheim 1996, ISBN 3-930851-10-5
- Das Kapitalismus-Komplott. Die geheimen Zirkel der Macht und ihre Methoden. FinanzBuch-Verlag, München 2010, ISBN 978-3-89879-577-7